# Rory Harris
Rory Harris (9 de agosto de 1998) es un deportista británico que compite en remo. Ganó una medalla de oro en el Campeonato Europeo de Remo de 2025, en la prueba de cuatro scull.

## Palmarés internacional
| Campeonato Europeo | Campeonato Europeo | Campeonato Europeo | Campeonato Europeo |
| Año                | Lugar              | Medalla            | Prueba             |
| ------------------ | ------------------ | ------------------ | ------------------ |
| 2025               | Plovdiv (Bulgaria) | Medalla de oro     | Cuatro scull       |